# Svatý Vitalis Milánský
Svatý Vitalis, otec svatých Gervasia a Protasia, žil v 1. či 2. století. Je hlavním patronem města Ravenny, kde byl umučen pro víru. Martyrologium Romanum nám jej připomíná 28. dubna. I jeho manželka svatá Valerie podstoupila mučednickou smrt v Miláně. Znázorňován bývá společně se svými syny. V pravoslavném kalendáriu jsou zmiňováni na den 28. dubna: Mučedníci Vitalius a jeho žena Valerie a Etiopan Christodolus na Korfu.

## Život
Svatý Vitalis žil v prvním století v Miláně, kde byl zaměstnán jako pomocník soudce Paulina. Podle legendy povzbudil na smrt jdoucího zmučeného křesťanského lékaře Ursicinia, který pod hrozbou smrti už ztrácel odvahu, těmito slovy:
Ursicine, ty, který jsi vyléčil jiné, bys chtěl do své duše vrazit dýku věčné smrti? Neztrácej korunu, kterou ti Pán připravil!
svatý Vitalis Milánský
Ursicinius byl dojat a požádal o svou okamžitou popravu. Svatý Vitalis jeho tělo s úctou pohřbil a svého místa u soudce se vzdal. Paulinus nechal svého bývalého pomocníka za to zatknout a poté, co ho nechal mučit, nařídil, že pokud odmítne obětovat bohům, bude pohřben zaživa. Svatý Vitalis to odmítl a byl zaživa pohřben v Ravenně. Na místě jeho pohřbení byla postavena oktagonální bazilika svatého Vitala.

## Uctívání
Svatému Vitalovi je zasvěcena kromě baziliky v Ravenně také bazilika svatého Vitala, Valerie, Gervasia a Protasia v Římě nebo metropolitní katedrála v Cebu City na Filipínách a barokní kostel San Vitale v Parmě. Socha svatého Vitala se nachází v kolonádě římské baziliky sv. Petra.

## Galerie

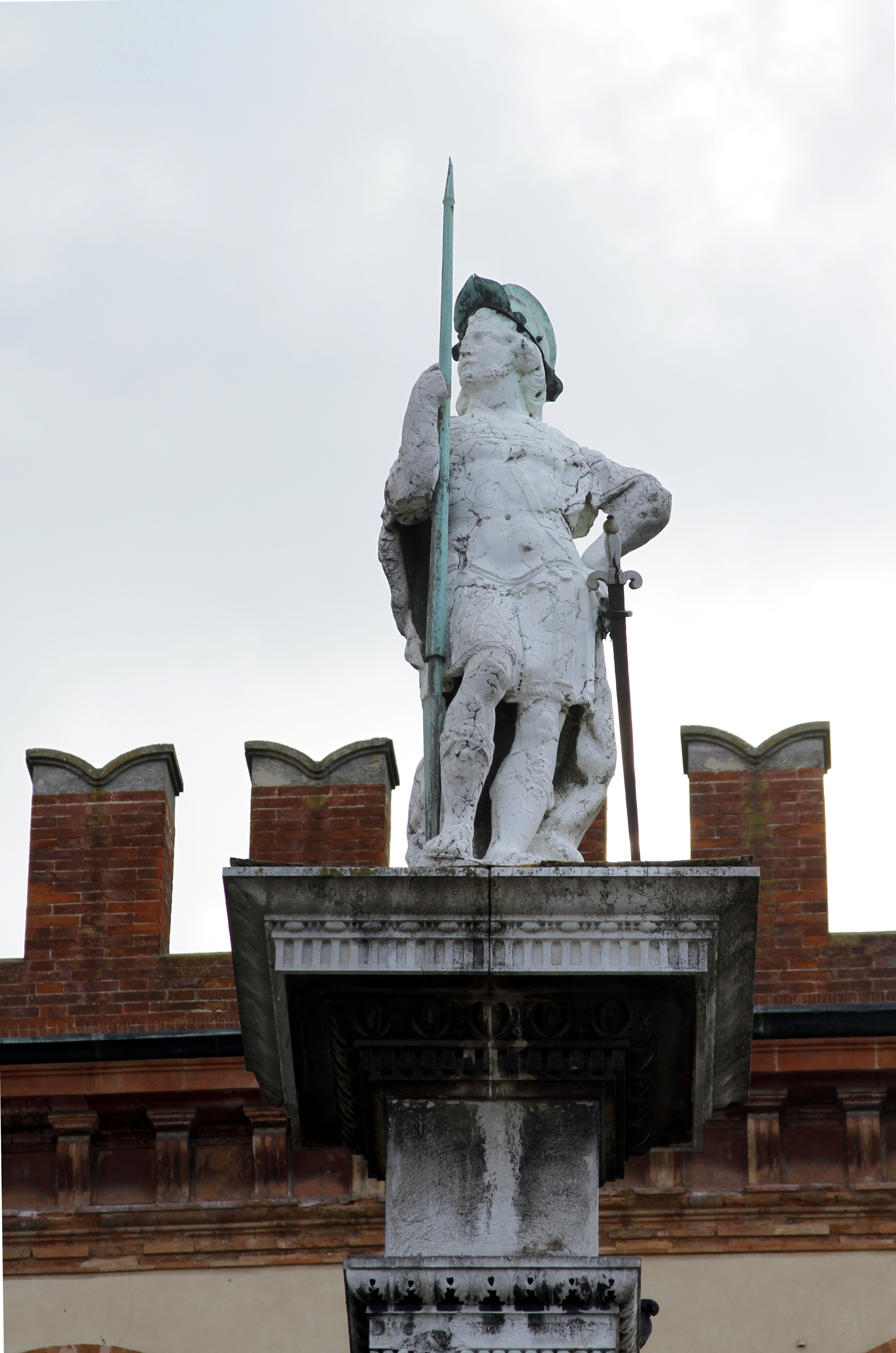
Socha sv. Vitalise – Piazza del Popolo, Ravenna
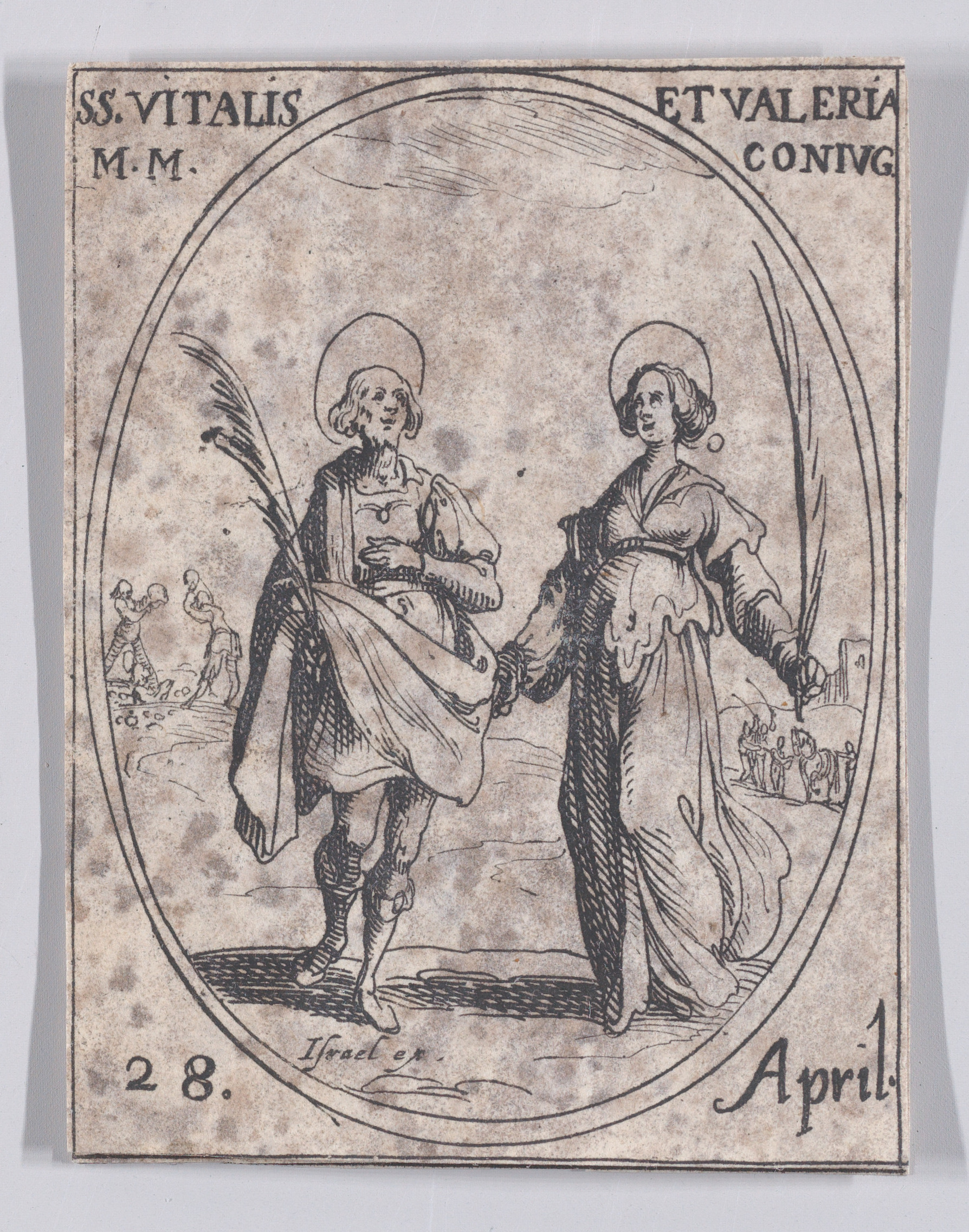
Svatý Vitalis a svatá Valerie – 28. dubna, z knihy Les Images De Tous Les Saincts et Saintes de L'Année (Obrazy všech svatých a náboženských událostí roku), tisk, Jacques Callot
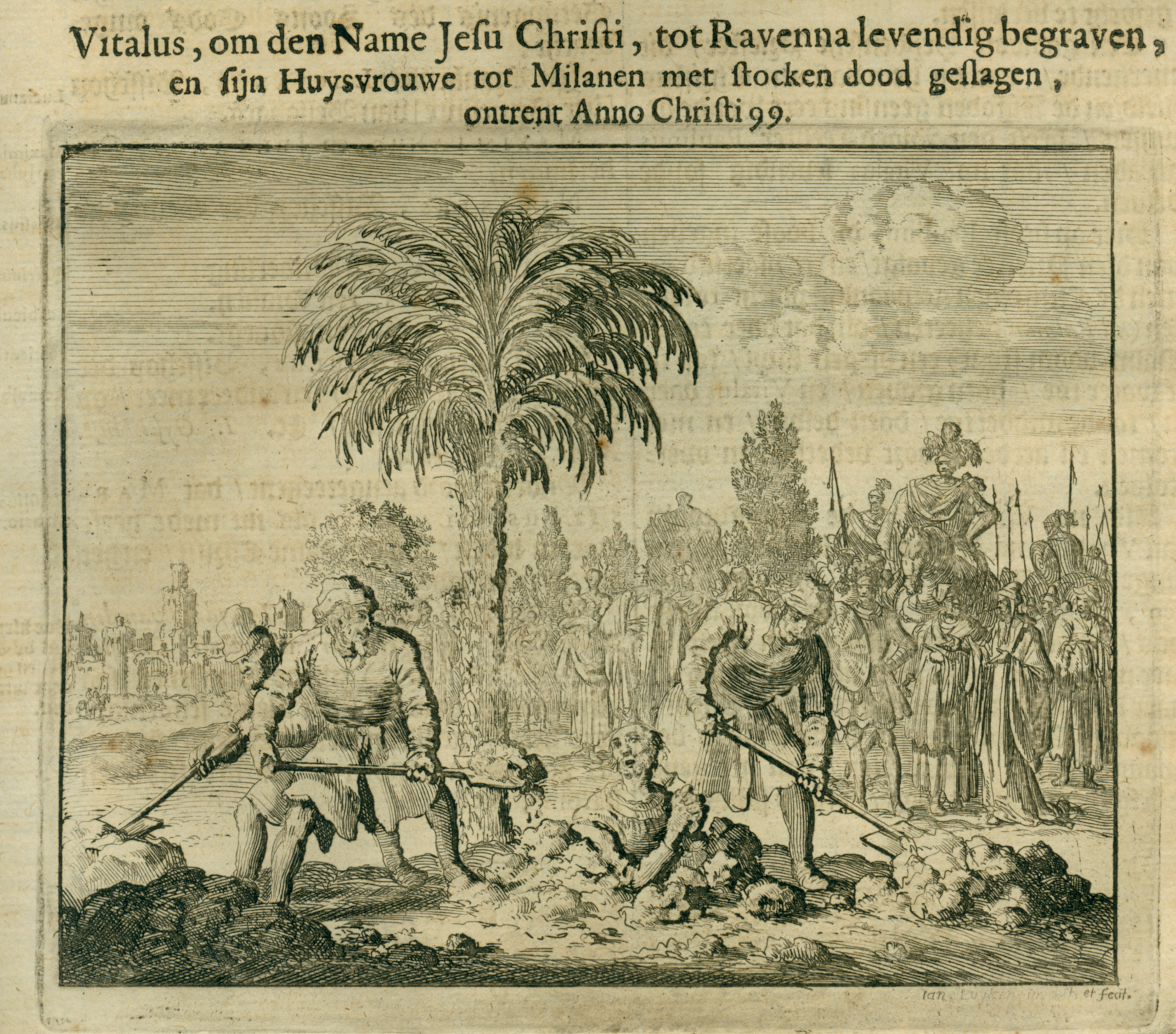
Vitalis je pohřben zaživa, Zrcadlo mučedníků
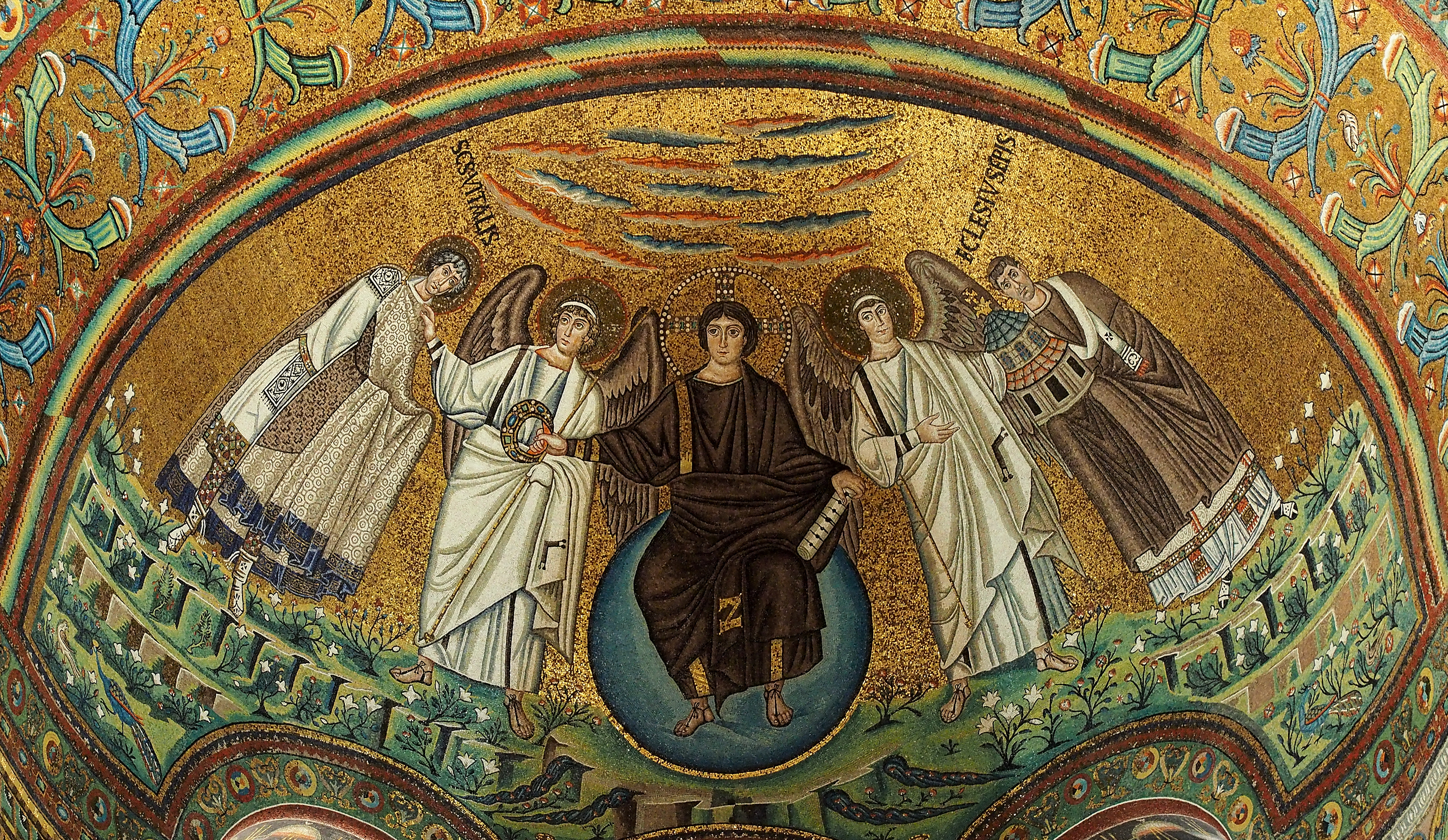
Apsidová mozaika baziliky San Vitale v Ravenně – zleva svatý Vitalis, archanděl, Ježíš Kristus, druhý archanděl a biskup ravennský Ecclesius
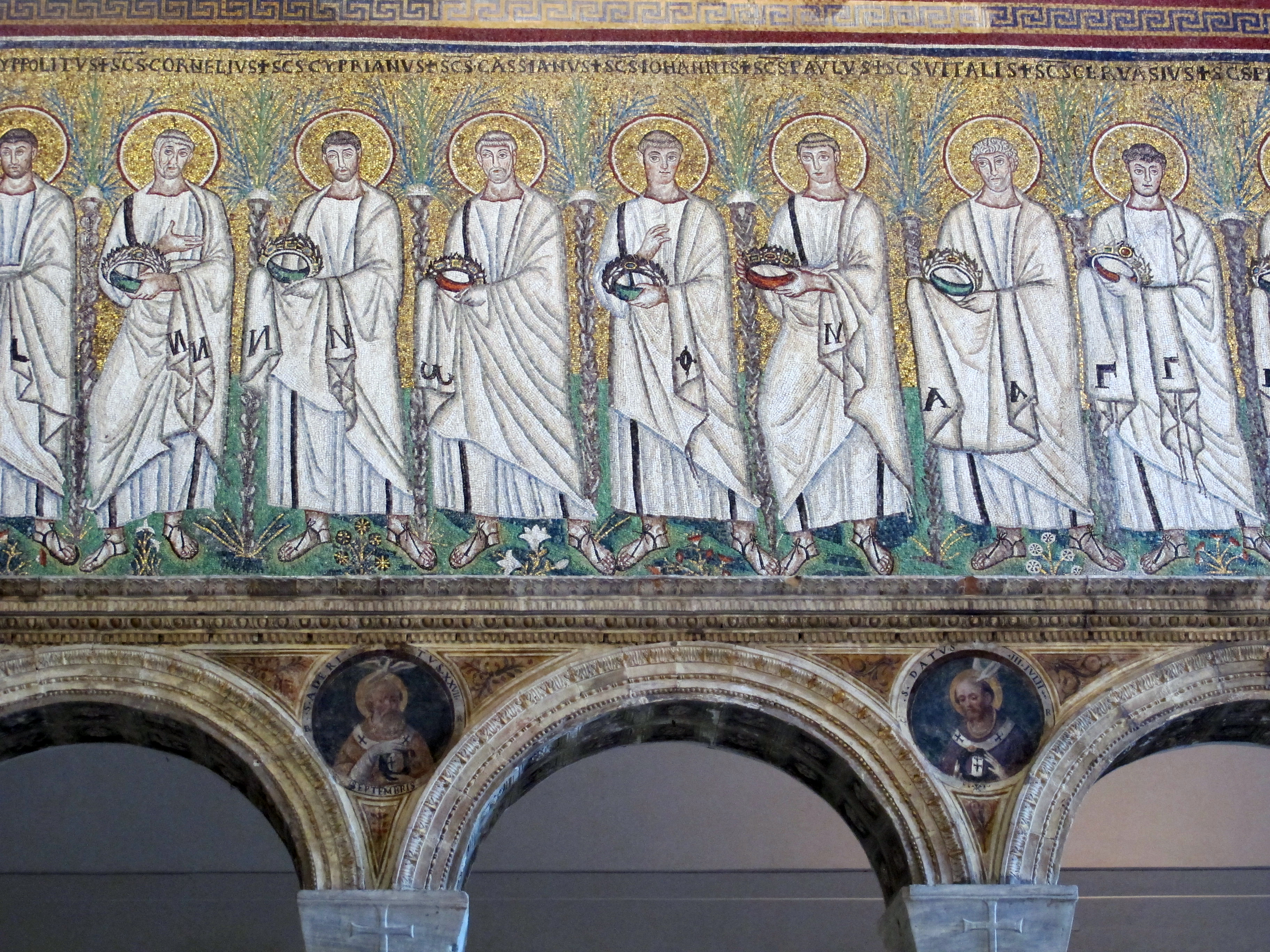
Vitalis mezi svatými v nebi – bazilika Sant'Apollinare Nuovo, Ravenna